# إزالة التتار من القرم

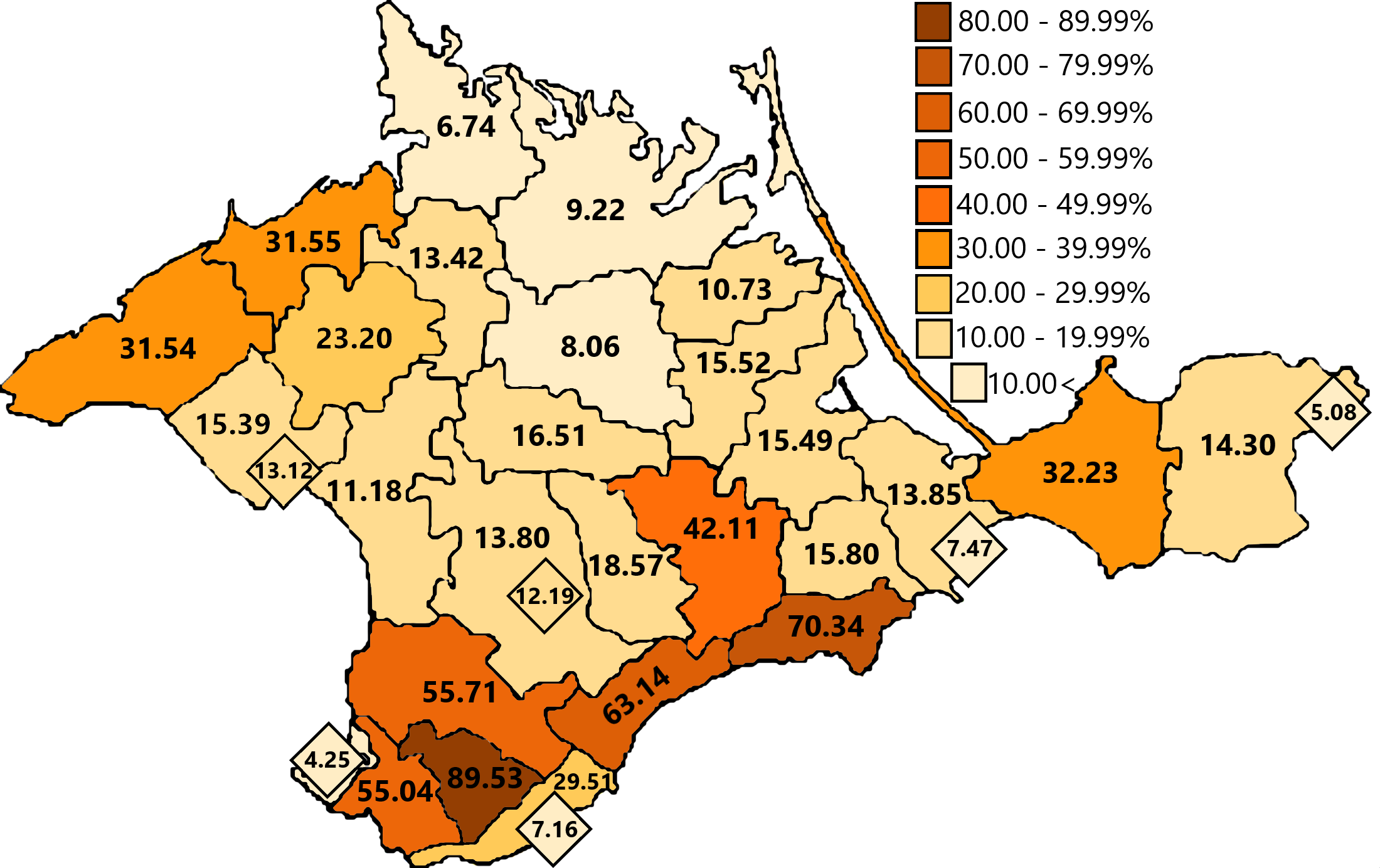
نسبة تتار القرم حسب المنطقة في شبه جزيرة القرم وفقًا لتعداد عام 1939.

إزالة التتار من القرم (بالروسية: Детатаризация Крыма)‏ هي عملية تشير إلى الجهود السوفيتية والروسية لإزالة آثار وجود تتار القرم من شبه الجزيرة. لقد تجلت إزالة التتار بطرق مختلفة عبر التاريخ، بدءً من الإجراءات الأصغر مثل حرق كتبهم في عشرينيات القرن الماضي إلى ترحيلهم ونفيهم على نطاق واسع في عام 1944.

## المظاهر

### إعادة تسمية الطبوغرافيا
تم تغيير أسماء الغالبية العظمى من المقاطعات، والقرى، والمعالم الجغرافية في شبه جزيرة القرم، التي حملت أسماء تتار القرم، لأسماء سلافية بعد فترة وجيزة من ترحيل التتار بموجب مرسوم صادر عن اللجنة الإقليمية لشبه جزيرة القرم يقضي بإعادة التسمية. لا تزال معظم الأماكن في شبه جزيرة القرم تحمل أسماء ما بعد الترحيل، والعديد منها زائدة عن الحاجة، والتي فُرضت في الأربعينيات لإزالة آثار تتار القرم. نجا عدد قليل جدا من المحليات  –  باختشيساراي، ودجانكوي، وإيشون، والوشدة، وألوبكا، وساكي  –  من إعادة التسمية.

### الدعاية
قام مسؤولو الحزب السوفيتي في شبه جزيرة القرم بتلقين عقيدة السكان السلافيين في شبه الجزيرة برهاب التتار، ووصفوا تتار القرم بأنهم «خونة» أو «برجوازية» أو «معادون للثورة»، وزعموا أنهم «مغول» ليس لهم أي صلة تاريخية بشبه جزيرة القرم (مع أن لبعضهم جذور يونانية وإيطالية وأرمينية وقوطية.) تم تكريس مؤتمر عام 1948 في شبه جزيرة القرم لتعزيز وتبادل المشاعر المعادية لتتار شبه الجزيرة.

### مطار أميت خان
واجهت محاولات تصوير أميت خان سلطان كداغستاني على عكس أصوله في القرم رد فعل عنيف من مجتمع تتار القرم. ومع ولادة الآس الطائر في شبه الجزيرة لأم تتارية وأنه قد عرف عن نفسه دائمًا كتتاري، فقد وضع الاتحاد الروسي اسمه على مطار داغستاني أثناء تسمية المطار الرئيسي في شبه الجزيرة على إيفان إيفازوفسكي بدلًا من ذلك، متجاهلًا عدة التماسات من مجتمع تتار القرم يطلبون فيها تسمية المطار على اسم أميت خان في وطنه.

### فهرس
- Williams، Brian (2001). The Crimean Tatars: The Diaspora Experience and the Forging of a Nation. Boston: BRILL. ISBN:9004121226. OCLC:803626761. مؤرشف من الأصل في 2021-04-20.
- Williams، Brian (2015). The Crimean Tatars: From Soviet Genocide to Putin's Conquest. New York: Oxford University Press. ISBN:0190494719. OCLC:928643532. مؤرشف من الأصل في 2020-06-03.
- Allworth، Edward (1998). The Tatars of Crimea: Return to the Homeland: Studies and Documents. London: Duke University Press. ISBN:0822319942. OCLC:799694940. مؤرشف من الأصل في 2020-10-27.